# Scott Glenn
Theodore Scott Glenn, född 26 januari 1939 i Pittsburgh i Pennsylvania, är en amerikansk skådespelare.

## Filmografi (urval)
- 1970 – Babymaker - kvinnan utanför
- 1971 – Angels Hard as They Come
- 1972 – Gargoyles
- 1973 – Hex
- 1975 – Nashville
- 1976 – Slåss för livet
- 1979 – Apocalypse
- 1979 – Festen är över
- 1979 – She Came to the Valley
- 1980 – Urban Cowboy
- 1981 – Daltongänget
- 1982 – Prestationen
- 1982 – Samurajsvärden
- 1983 – Rätta virket
- 1983 – Satans borg
- 1984 – Floden
- 1984 – Countdown to Looking Glass
- 1985 – Silverado
- 1985 – De vilda gässen 2
- 1986 – As Summers Die
- 1987 – Gangland - The Verne Miller Story
- 1987 – Dödligt spel
- 1988 – Saigon - ett helvete för snutar
- 1989 – En tjej med glöd
- 1990 – Jakten på Röd Oktober
- 1991 – När lammen tystnar
- 1991 – Eldstorm
- 1991 – Women & Men 2: In Love There Are No Rules
- 1991 – My Heroes Have Always Been Cowboys
- 1993 – Extreme Justice: Dödspatrullen
- 1993 – Shadow Hunter
- 1994 – Night Of The Running Man
- 1994 – Blodsoffer
- 1994 – En sista utväg
- 1994 – Past tense
- 1995 – Det otroliga äventyret
- 1995 – Reckless
- 1996 – I sanningens namn
- 1996 – Carla's Song
- 1997 – Absolut makt
- 1997 – Gatans lag
- 1997 – Ökenspel
- 1998 – Naked City
- 1998 – Naked City 2
- 1998 – Firestorm
- 1999 – Virgin Suicides
- 1999 – The Last Marshal
- 2000 – Vertical Limit
- 2001 – Training Day
- 2001 – Sjöfartsnytt
- 2001 – Buffalo Soldiers
- 2001 – The Seventh Stream
- 2003 – Det målade huset
- 2004 – Homeland Security
- 2004 – The Squeeze
- 2004 – Försvunnen, inte glömd
- 2005 – Faith of My Fathers
- 2005 – Code Breakers
- 2006 – Journey to the End of the Night
- 2007 – Freedom Writers
- 2007 – The Bourne Ultimatum
- 2007 – Camille
- 2008 – Nätterna vid havet
- 2008 – W.
- 2008 – Surfer, Dude
- 2010 – Berättelsen om Secretariat
- 2011 – Sucker Punch
- 2011 – Magic Valley
- 2012 – The Bourne Legacy
- 2012 – The Paperboy